# Mensa Sonora seu Musica Instrumentalis
Les Mensa Sonora (titre complet : Mensa Sonora seu Musica Instrumentalis, la « Table sonore, ou la musique de table instrumentale avec la sonorité fraîche du violon ») sont un recueil de six Partitas pour instruments à cordes  et continuo, composé par Heinrich Biber en 1680. 
Le cycle porte les numéros C 69 à C 74 dans le catalogue de ses œuvres établi par le musicologue américain Eric Thomas Chafe.

## Structure
Les Mensa Sonora comprennent six Partitas :
1. Pars I (en ré majeur)
  - Sonata — Grave, Allegro
  - Allamanda —
  - Courante —
  - Sarabanda —
  - Gavotte —
  - Gigue —
  - Sonatina — Adagio
2. Pars II (en fa majeur)
  - Intrada — Alla breve
  - Balletto —
  - Sarabanda —
  - Balletto —
  - Sarabanda —
  - Balletto —
3. Pars III (en la mineur)
  - Gagliarda — Allegro
  - Sarabanda
  - Aria
  - Ciacona —
  - Sonatina — Adagio
4. Pars IV (en si bémol majeur)
  - Sonata (Grave, Allegro)
  - Allamanda —
  - Courante —
  - Balletto —
  - Sarabanda —
  - Gigue — Presto
  - Sonatina — Adagio
5. Pars V (en mi majeur)
  - Intrada — Allegro
  - Balletto —
  - Trezza —
  - Gigue —
  - Gavotte — Alla breve
  - Gigue —
  - Retirada —
6. Pars VI (en sol mineur)
  - Sonata — Adagio, Presto
  - Aria —
  - Canario — Presto
  - Amener —
  - Trezza —
  - Ciacona —
  - Sonatina — Adagio

## Présentation

### Instrumentation
L'œuvre, composée pour instruments à cordes et basse continue, présente un ensemble différent du quatuor à cordes moderne, qui n'est pas encore fixé dans les années 1680 : on trouve un violon principal, noté en clef de sol, et deux violes notées en clef d'ut 3e. La basse continue est traditionnellement confiée à des violes de gambe et clavecin.

### Analyse
Selon Reinhard Goebel, les Mensa Sonora seu Musica Instrumentalis proposent une musique « moins pompeuse et élaborée que les Sonatae, moins virtuose que le Fidicium, musique de divertissement quotidienne ».

### Édition moderne
- (de) Erich Schenk, Mensa Sonora seu Musica Instrumentalis, Graz-Vienne, Akademische Druck-u. Verlagsanstalt, coll. « Denkmäler der Tonkunst in Österreich » (no 96), 1960, 54 p.

### Ouvrages spécialisés
- (en) Eric Thomas Chafe, The Church Music of Heinrich Biber, Ann Arbor, UMI Research Press, coll. « Studies in musicology » (no 95), 1987, 305 p. (ISBN 0835717704, OCLC 15053153)